# Kamienka (okres Stará Ľubovňa)
Kamienka (Hongaars: Kövesfalva) is een Slowaakse gemeente in de regio Prešov, en maakt deel uit van het district Stará Ľubovňa.
Kamienka telt 564 inwoners.